# Peter Werner
Peter Werner (født 26. april 1994) er en dansk standupkomiker.
Han er opvokset i Sønderjylland, og startede sin karriere i 2016. Han vandt DM i Stand-up i 2021.
Han har blandt andet optrådt til Zulu Comedy Galla samt på Bøgescenen til Smukfestival i 2022.
I 2023 var han desuden aktuel med sit første show: Werner om dig.
Desuden har han i februar 2023 medvirket i podcasten Lad os se hvad det kan.
I 2025 og 2026 er Peter Werner aktuel med sit onemanshow, "Ignorant".
Man kan læse mere om Peter Werner, hvilke shows der er aktuelle og meget mere på hans hjemmeside peterwerner.dk